# آسیاب علی ناز پیری
بقایای آسیاب علی ناز پیری مربوط به سده‌های میانه دوران‌های تاریخی پس از اسلام است و در شهرستان استهبان، بخش مرکزی، ۴ کیلومتری شمالغربی شهر ایچ، درون دره‌ای به نام چشمه بن دره واقع شده و این اثر در تاریخ ۱۸ شهریور ۱۳۸۷ با شمارهٔ ثبت ۲۳۳۹۸ به‌عنوان یکی از آثار ملی ایران به ثبت رسیده است.